# Yokai Douchuuki
Yokai Douchuuki (妖怪道中記) este un joc video arcade lansat de Namco în 1987.

## Gameplay
Jucătorul controlează un personaj, Tarosuke, care trebuie să călătorească printr-o lume bizară luptându-se cu demoni și monștri. Jucătorul poate reîncărca arma apăsând butonul "jos" de pe joystick.

## Trivia
Numele se traduce din japoneză ca: "Jurnalul de călătorie a unei creaturi supernaturale".
Jocul a fost redenumit "Shadowland" pentru publicul vorbitor de limbă engleză.
Există 5 finaluri diferite care depind de alegerile de pe parcursul jocului:
1. mergi în iad
2. mergi în lumea sclavilor
3. mergi în lumea bestiilor
4. te întorci înapoi în lumea oamenilor
5. mergi în rai

Finalurile sunt afișate în ordine ascendentă și în funcție de dificultate.